# Bruder-Konrad-Kapelle (Aitrach)

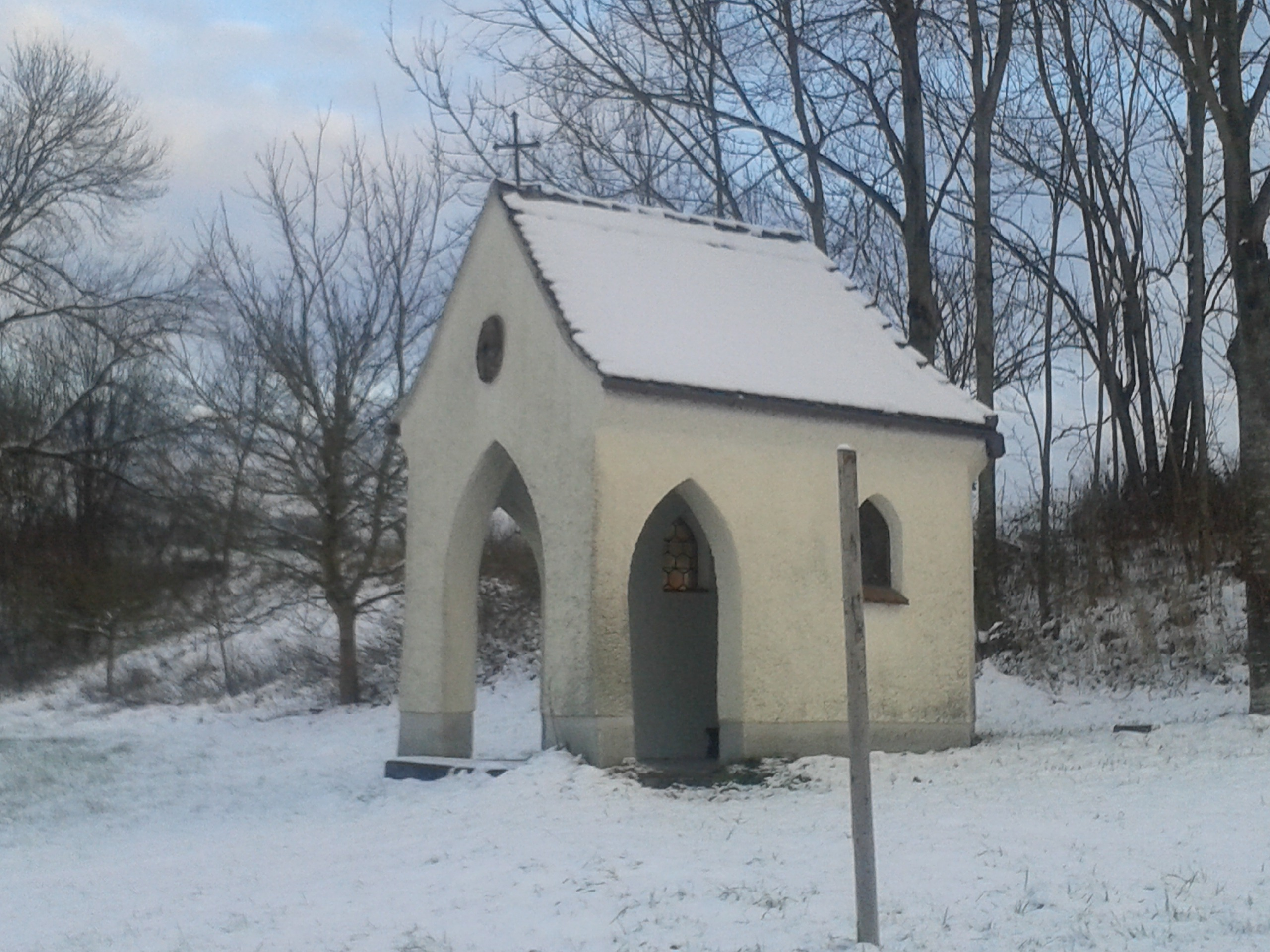
Bruder-Konrad-Kapelle (2014)

Die Bruder-Konrad-Kapelle ist eine Kapelle in Aitrach im Landkreis Ravensburg in Oberschwaben.
Die Kapelle befindet sich am südlichen Ortsende von Aitrach, in unmittelbarer Nähe der Landstraße 260, am Abzweig zum St.-Konrad-Weg. Sie wurde im Jahre 1935 von dem Maurermeister Reich erbaut. Sie hat hohe Spitzbögen. Schutzpatron der Kapelle ist der heilige Konrad von Parzham. Die Kapelle sollte Segen über Reichs Baugeschäft und seine Familie bringen. Drei seiner Söhne fielen im Zweiten Weltkrieg.